# 솔자 보이

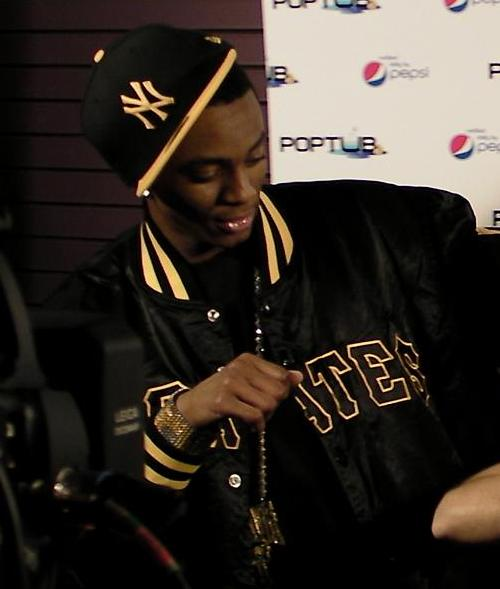
솔자 보이

솔자 보이(Soulja Boy, 본명: DeAndre Ramone Way, 1990년 7월 28일 ~ )는 미국의 래퍼 겸 프로듀서다.2007년 9월 첫 싱글 'Crank That'으로 데뷔했으며, 빌보드 싱글 차트 1위를 했다.
또한 'Billboard Hot 100'에 선정되기도 했다.

## 생애
그는 시카고 등지에서 자라, 7살 때 아틀란타로 이사를 오게 되며, 그때부터 힙합 음악에 빠지게 된다.
그리하여 2007년 첫 앨범 'souljaboytellem.com'을 발매하며, 빌보드 차트 1위를 갱신했고, 특히 싱글 'Crank That'은 'Billboard Hot R&B/Hip-Hop Songs chart'와 'Hot Rap Tracks'에 각각 40위, 20위를 기록하며 대중들에게 알려지기 시작했다. 한때 클럽 느낌을 주는 그의 음악 경향으로 인해 카니예 웨스트, 메소드 맨 등 정통랩퍼들과 대립하기도 했으나, 여전히 신선한 음악을 대중에게 선사하고 있다. 현재 'Sammie'가 피쳐링을 맡은 'Kiss Me Thru The Phone'으로 인기몰이 중이다.